# Rafał Jewtuch
Marcin Rafał Jewtuch (* 17. April 1973 in Warschau) ist ein polnischer Snookerspieler. Mit bislang vier Titeln ist er Polnischer Rekordmeister.

## Karriere
Nachdem er 1996 im Halbfinale ausgeschieden war, gelang Rafał Jewtuch 1997 erstmals der Einzug ins Finale der polnischen Meisterschaft, in dem er Titelverteidiger Tomasz Kościelak mit 5:1 besiegte. Drei Jahre später erreichte er erneut das Finale und unterlag dort Marek Derek mit 2:6. 2002 schied er bei seiner ersten Europameisterschafts-Teilnahme in der Vorrunde aus. 2003 erreichte er bei der polnischen Meisterschaft zum dritten Mal das Finale, in dem er Titelverteidiger Marcin Nitschke mit 5:1 schlug. In den beiden folgenden Jahren verlor er im Finale gegen Jarosław Kowalski.
Im Mai 2005 gelang ihm bei der Europameisterschaft erstmals der Einzug in die Finalrunde, in der er dem späteren Europameister Alex Borg in der Runde der letzten 32 mit 2:5 unterlag. 2006 wurde er durch einen 7:5-Sieg im Finale gegen Rafał Górecki zum dritten Mal polnischer Meister und zog damit mit Rekordsieger Marek Derek gleich. Im November 2006 nahm er zum ersten Mal an der Amateur-Weltmeisterschaft teil, bei der er in der Runde der letzten 32 gegen Stefan Mazrocis ausschied.
2008 wurde Jewtuch durch einen 7:6-Sieg im Finale gegen Titelverteidiger Marcin Nitschke zum vierten Mal polnischer Meister. In der Saison 2008/09 nahm er als Wildcardspieler an zwei Turnieren der World Series of Snooker teil. Nachdem er beim Auftaktturnier in St. Helier im Viertelfinale mit 0:4 gegen Mark Selby verloren hatte, schied er beim Turnier in Warschau nach einer 0:4-Niederlage gegen Steve Davis ebenfalls im Viertelfinale aus. 2010 zog er zum achten Mal ins Finale der polnischen Meisterschaft ein und unterlag dort dem Titelverteidiger Michał Zieliński mit 0:7.
Im September 2011 nahm er am Warsaw Classic teil, und damit erstmals an einem PTC-Turnier, bei dem er jedoch in der Vorrunde gegen Phil O’Kane ausschied. Nachdem er bei den Gdynia Open 2014 nach Siegen gegen Marcin Bek und Ross Higgins zum ersten Mal in die Hauptrunde eines PTC-Turniers eingezogen war, in der er in der Runde der letzten 128 mit 0:4 gegen Tom Ford verlor, schied er 2015 bereits in der Vorrunde aus. Bei der polnischen Meisterschaft 2015 gewann er erstmals den Titel der Senioren.
Jewtuch spielt derzeit beim Warschauer Billardverein Bilabar Warszawa.

## Erfolge

### Finalteilnahmen
| Ausgang         | Jahr | Turnier                 | Finalgegner       | Ergebnis |
| --------------- | ---- | ----------------------- | ----------------- | -------- |
| Amateurturniere |      |                         |                   |          |
| Sieger          | 1997 | Polnische Meisterschaft | Tomasz Kościelak  | 5:1      |
| Zweiter         | 2000 | Polnische Meisterschaft | Marek Derek       | 2:6      |
| Sieger          | 2003 | Polnische Meisterschaft | Marcin Nitschke   | 5:1      |
| Zweiter         | 2004 | Polnische Meisterschaft | Jarosław Kowalski | 2:7      |
| Zweiter         | 2005 | Polnische Meisterschaft | Jarosław Kowalski | 4:5      |
| Sieger          | 2006 | Polnische Meisterschaft | Rafał Górecki     | 7:5      |
| Sieger          | 2008 | Polnische Meisterschaft | Marcin Nitschke   | 7:6      |
| Zweiter         | 2010 | Polnische Meisterschaft | Michał Zieliński  | 0:7      |

### Weitere Erfolge
| Polnischer Senioren-Meister: | 2015 |